# 山岡三子
山岡 三子（やまおか みつこ、1964年4月7日 - ）は、セント・フォースに所属するテレビキャスター。

## 来歴
実家は、愛媛でも著名な古刹である蓮福寺。愛媛県立松山東高校卒業後、1985年宝塚歌劇団に71期生として入団。星組に配属された。芸名：能舞 三子（のうぶ・みつこ）、愛称はみっちゃんで娘役だった。同劇団では新人公演でもメインキャストに抜擢されるなど出世が期待されたが、1988年にわずか入団4年目で退団。
宝塚退団後、テレビキャスターとなる。キャスターとしての仕事の傍ら学習院大学文学部英文学科入学・卒業、立教大学大学院異文化コミュニケーション研究科博士前期課程修了・立教大学大学院 21世紀社会デザイン研究科・比較組織ネットワーク学専攻博士後期課程修了。

## 人物
- 語学に長け、英会話（国連英検A級）、英検1級有資格者、TOEIC905点獲得（990点満点中）。
- 2002年には愛媛県の観光大使である、伊予観光大使（通称：いよかん大使）に就任している。
- 私生活では、2004年に皮膚科の医師と結婚したことを公表している。
- 9年間にわたって出演した『ズームイン!!サタデー』では、全439回の間一度も休んだことがなかった。その他にも番組の放送中に青汁を飲んだりするなどのエピソードが残されている。
- 『1億人の大質問!?笑ってコラえて!』では、所ジョージのアシスタントとしておよそ12年間にわたり1回も休まず出演。2008年10月の改編より当時日本テレビアナウンサーの夏目三久に交代し、番組を退いた。
- 2011年10月1日付けで、名古屋短期大学英語コミュニケーション学科客員教授に就任しているが、同大学のウェブサイトに在職していることを示す情報が特に記載されていないことから、2021年現在では既に離職している模様[1]。

## 宝塚時代の主な舞台
- 1985年8月、『西海に花散れど』新人公演：按察局 / 『ザ・レビューIII』
- 1987年2月、『蒼いくちづけ』（バウ・東京特別）ポリー
- 1987年6月、『別離の肖像』青年2、新人公演：妃殿下（本役：藤京子）
- 1987年8月、『グリーン・スリーブス』（バウ）メアリー・スチュアート

## 出演

### テレビ
報道・情報番組
| 期間          | 期間          | 番組名                                 | 役職                     |
| ------------- | ------------- | -------------------------------------- | ------------------------ |
| 1991年4月     | 1992年3月     | JNNニュースコール（TBS）               | 月～水曜日担当キャスター |
| 1993年4月     | 1994年9月     | ワールドステーション22（NHKBS1）       | 月～木曜日担当キャスター |
| 1994年10月    | 1995年3月     | おはよう世界のトップニュース（NHKBS1） | キャスター               |
| 1995年4月     | 1996年3月     | おはよう5（NHK総合）                   | 隔週交代でのキャスター   |
| 1996年4月6日  | 2004年9月25日 | ズームイン!!サタデー（日本テレビ）     | 司会                     |
| 担当期間不明  | 担当期間不明  | 医食同源（テレビ東京）                 | 司会                     |
| 2007年1月29日 | 2008年10月    | スッキリ!!（日本テレビ）               | コーナー担当             |

バラエティ番組・その他
- ハングル講座（NHK教育）
- 1億人の大質問!?笑ってコラえて!（日本テレビ、1996年7月 - 2008年9月）[2]
- 熱血!平成教育学院SP（フジテレビ、2010年8月15日）

### ラジオ
- Sunday News Presenter CUBE（TBSラジオ、2002年10月 - 2005年3月）

### 映画
- それいけ!アンパンマン 虹のピラミッド（1997年） - かびかびみっちゃん 役（声の出演）